# فهیم دشتی
محمد فهیم دشتی (زادهٔ زمستان ۱۳۵۱ در ولایت پنجشیر – درگذشته ۱۴ شهریور ۱۴۰۰ در ولایت پنجشیر) فعال سیاسی، نویسنده، روزنامه‌نگار افغانستانی، از مدافعان آزادی بیان، سخنگوی جبهه مقاومت ملی افغانستان، از فعالان این جبهه و هم‌رزم احمد شاه مسعود در مبارزه با طالبان بود. دشتی مدیریت هفته‌نامه کابل را بر عهده داشت و خواهرزادهٔ عبدالله عبدالله است. او در زمان ترور احمد شاه مسعود در سال ۲۰۰۱ مجروح شد ولی زنده ماند. محمد فهیم دشتی در جریان مقاومت پنجشیر در شهریور ۱۴۰۰ توسط بمباران پهپادهای منتسب به پهپادهای پاکستانی کشته شد.

## زندگی
محمد فهیم دشتی در زمستان سال ۱۳۵۱ در ولایت پنجشیر افغانستان زاده شد. سال ۱۳۷۰ وارد دانشکده حقوق و علوم سیاسی دانشگاه کابل شد. وی از روزنامه‌نگاران با سابقه، خواهرزادهٔ عبدالله عبدالله و دستیار نزدیک خانواده رهبر اتحاد شمالی احمدشاه مسعود بود. او در ۹ سپتامبر ۲۰۰۱ با مسعود بود که احمدشاه مسعود، در اثر بمب‌گذاری انتحاری کشته شد. پس از ورود سربازان آمریکایی به افغانستان، او مسوولیت هفته‌نامه کابل، مستقر در کابل را به‌عهده گرفت و به خاطر پشتیبانی از روزنامه نگاران در افغانستان شناخته شد. در سال ۲۰۲۱ پس از تصاحب افغانستان توسط طالبان، دشتی به عنوان یک سخنگو به جبهه مقاومت ملی افغانستان پیوست.
در ۵ سپتامبر سال ۲۰۲۱ دشتی در هنگام حمله طالبان به پنجشیر کشته شد. طالبان ادعا کردند که او در حین پیشروی به بازارک، مرکز ولایت پنجشیر، جان خود را از دست داده است.

## فعالیت‌ها
از فعالیت‌های فهیم دشتی می‌توان به روزنامه‌نگاری، دفاع از آزادی بیان، مسئول مطبوعاتی و نشریه، سخنگوی جبهه مقاومت ملی افغانستان، فعال سیاسی، فرماندهی جریان مقاومت پنجشیر اشاره کرد. از دیگر مسئولیت‌های او می‌توان به ریاست اتحادیه خبرنگاران افغانستان اشاره کرد. همچنین از او به عنوان تحلیل‌گر سیاسی و مشاوره رسانه‌ای نیز یاد می‌شود.

### روزنامه‌نگاری
فهیم دشتی از پیشکسوتان رسانه در افغانستان به‌شمار می‌رفت. او در مدت کوتاهی، فعالیت گسترده در عرصه‌های رسانه‌ای انجام داده است. دشتی به مدت چندین سال در سمت ریاست اتحادیه ملی خبرنگاران افغانستان نیز انجام وظیفه کرد.
از سال ۱۳۷۱ در نشریه‌ای که احمد شاه مسعود به نام هفته نامه کابل بنیان‌گذاری کرده بود به فعالیت رسانه‌ای پرداخت. او به مدت بیش از یک دهه پس از سقوط دور اول طالبان، آن نشریه را به عنوان نشریه نمونه در کشور منتشر کرد. در سال ۱۳۸۰ خورشیدی پس از سقوط طالبان مدیریت هفته‌نامه کابل را به عهده گرفت. دوره مدیریت هفته‌نامه کابل توسط فهمیم دشتی روزگار شکوفایی این نشریه عنوان می‌شود و به سه زبان فارسی، انگلیسی و پشتو چاپ می‌شد.

### مبارزات
در سال‌های دهه ۱۳۷۰ خورشیدی در کنار احمدشاه مسعود و جبهه مقاومت ملی نبرد کرد. در حملهٔ ۹ سپتامبر ۲۰۰۱ که احمد شاه مسعود کشته شد دشتی همراه مسعود بود که وی هم از ناحیهٔ چشم آسیب دید و مجروح شد اما جان سالم به‌در برد. او همزمان با سقوط کابل و بازگشت دوباره طالبان به کابل همراه احمد مسعود رهبر جبهه مقاومت ملی به پنجشیر رفت و جبهه مقاومت دوم را در ولایت پنجشیر مقابل طالبان شکل دادند. فهیم دشتی در روزهای پایانی زندگی، سخنگوی جبهه مقاومت بود.

## آثار
محمد فهیم دشتی کتاب‌های بسیاری را دربارهٔ افغانستان نگاشته است.
کتاب پایان بازی
کتاب پایان بازی در شهریور ۱۳۹۴ چاپ شد. دشتی در این کتاب اوضاع افغانستان و منطقه را تحلیل کرده است. بر پایه محتوای این کتاب، افغانستان و منطقه در مسیر آینده‌ای که ثبات امنیتی و توسعه اقتصادی از ویژگی‌های اصلی آن خواهد بود به پیش می‌رود.
کتاب لحظه فاجعه
این کتاب بیانگر چگونگی ترور احمدشاه مسعود به زبان فهیم دشتی توسط دو ژورنال عرب مرتبط با القاعده است.

## ترور و کشته‌شدن
فهیم دشتی روز ۱۴ شهریور (سنبله) در جنگ با طالبان کشته شد. او به همراه ژنرال ودود ذره، خواهرزاده احمدشاه مسعود، در پنجشیر کشته شدند در حالی که پنجشیر زیر حملات شدید گروه طالبان قرار داشت.جزئیات چگونگی وقوع حادثه‌ای که منجر به کشته شدن دشتی و ژنرال عبدالودود ذره مشخص نیست.
شیوه کشته شدن
فهیم دشتی به همراه ژنرال ودود، از فرماندهان پنجشیری، در منطقهٔ امن مورد حمله پهپادهای پاکستانی قرار گرفت. گفته می‌شود این دو با خودروی احمد مسعود درحال تردد بودند. طالبان ادعا کردند که او در حین پیشروی به بازارک، مرکز ولایت پنجشیر جان خود را از دست داده است. سخنگوی ارتش پاکستان حملات پهپادی این کشور و پشتیبانی از طالبان در جریان درگیری‌های ولایت پنجشیر افغانستان را تکذیب کرد. ولی مردم افغانستان به دخالت این کشور در تحولات افغانستان و جبهه مقاومت پنجشیر اعتراض کردند و معترضان شعار «مرگ بر پاکستان» سر دادند.
اتهام نقش بی‌بی‌سی فارسی در ترور
برخی گمانه زنی‌ها انگشت اتهام را به سمت شبکه بی‌بی‌سی فارسی در شناسایی محل مصاحبه و ترور وی نشانه رفته است. پنج‌شنبه چند شب پیش از ترور، فهیم دشتی با برنامه صفحه دو بی‌بی‌سی فارسی دربارهٔ تحولات افغانستان در حال گفتگو بود که در جریان این گفتگو، تصویر مصاحبه‌شونده محو و به جای آن شماره‌ای روی صفحه نمایان شد. با این شیوه ردیابی مکانی از طریق ارائه شماره تلفن همراه در تلویزیون بی‌بی‌سی به مهاجمان انجام شده است و چند روز بعد فهیم دشتی در یک عملیات کشته شد. اما بی‌بی‌سی فارسی در توضیحی کلیه این اتهامات را رد کرد.
واکنش‌ها به کشته شدن فهیم دشتی
احمد مسعود، رهبر جبهه مقاومت، دربارهٔ مرگ فهیم دشتی گفت:

شهید راه آزادی، مرد باوفا و باوقار! دشتی دیگر زنده نیست، جوانمردی که در حمله به احمد شاه مسعود چشمش آسیب دید و در حمله دیگر به پنجشیر جانش را از دست داد. دشتی در راه مبارزه با آزادی و جنگ در مقابل طالب، جام شهادت را نوشید.

ژیلا بنی‌یعقوب نویسنده و مرتضی کاظمیان روزنامه‌نگار از جمله کسانی بودند که در سوگ او قلم زدند.
حامد کرزی، رئیس‌جمهور پیشین جمهوری اسلامی افغانستان در صفحه توئیتر خود نوشت:

با اندوه فراوان آگاهی یافتم که ژورنالیست، نویسنده و روزنامه‌نگار جوان و مستعد کشور، فهیم دشتی، جهان فانی را وداع گفت و به ابدیت پیوست.
مرحوم فهیم دشتی از منتقدان سرسخت حکومت من و یک صدای رسا برای آزادی بیان بود. نبودش یک ضایعه است…